# Lipoksyny
Lipoksyny (LX) – cząsteczki organiczne będące produktami przemian kwasu arachidonowego (C20), chemicznie są kwasami karboksylowymi z czterema sprzężonymi wiązaniami podwójnymi. Lipoksyny powstają pod wpływem połączonego działania więcej niż jednej lipooksygenazy (LOX). 
Przykłady lipoksyn: LXA4, LXB4, LXC4, LXD4, LXE4. Lipoksyny powstają w leukocytach.
Jednocześnie z nimi powstają leukotrieny.
Doświadczenia wykazały, że lipoksyny przejawiają funkcję immunoregulacyjną i wazoaktywną np. jako negatywnych regulatorów odpowiedzi immunologicznej.